# Mounet-Sully

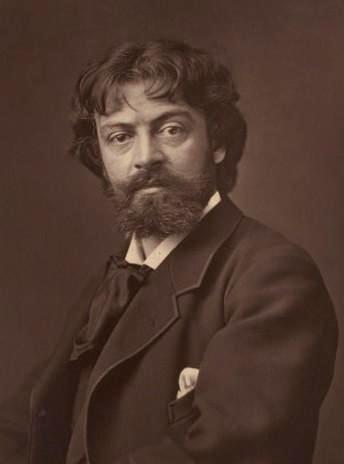
Mounet-Sully.

Mounet-Sully (egentligen Jean-Sully Mounet), född den 27 februari 1841 i Bergerac, död den 1 mars 1916 i Paris, var en fransk skådespelare. Han var bror till Paul Mounet.
Mounet-Sully utbildades 1861–1868 vid Pariskonservatoriet (särskilt av Bressant), deltog i fransk-tyska kriget 1870–1871 och var från 1872 anställd vid Théâtre français, där han 1874 blev societär. Mounet-Sully var franska scenens störste tragiker under senare delen av 1800-talet. 
Över de klassiska dramernas hjälte- och älskarroller göt han en viss romantik och på de nyromantiska tryckte han en personlig prägel. Hans uttrycksfulla anlete,  spänstiga gestalt och malmfulla stämma, som ägde full resonans och alla tonfall för lidelsen, i förening med eldigheten i hans åtbörder och utbrott skänkte starka intryck i det fransk-klassiska dramats uppgifter, som Oreste i Andromaque, Hippolyte i Phèdre, såväl som Victor Hugos paradroller i Hernani, Ruy Blas med flera. 
Som Shakespeares Hamlet och Othello föreföll hans uppfattning mera konstlad och effektjagande. Mounet-Sullys främsta roll var Sofokles Oedipe-roi (Kung Oidipus), rent antik i hållning och gester, buren av en alltjämt stegrad kraft och spänning, som slutligen blir fullt eruptiv. Hans förmåga att tolka det ödesbestämda hos tragiska skepnader kulminerar där. Från 1899 företog han några år utländska gästspelsresor (samma år till Stockholm, där han spelade Oedipe, Hernani, Hamlet och Othello).